# Napoléon Alexandre Roger
Pour les articles homonymes, voir Roger.
Napoléon Alexandre Roger (né le 5 mars 1806 dans l'ancien 1er arrondissement de Paris et décédé le 2 décembre 1883 dans le 9e arrondissement de Paris) est un architecte français, élève de Hurtault et Moutier, médaillé de l'École des beaux-arts. Il est enterré au cimetière de Montmartre, dans la 19e division.
Architecte de la ville de Paris de 1833 à 1872. Médaillé aux expositions internationales de Vienne et Paris. Chevalier de la Légion d'honneur.

## Réalisations
- 1867 à 1876 - Collège municipal Rollin (devenu le collège-lycée Jacques-Decour) sur l'emplacement de l'ancien abattoir de Montmartre.